# Zaplana, Vrhnika
Zaplana je naselje, katerega del je v Občini Vrhnika, drugi del pa v Občini Logatec. 
Na Zaplani je živel tudi nekdanji predsednik Republike Janez Drnovšek, kjer je 23. februarja 2008 umrl.